# Gonomyia siculifera
Gonomyia siculifera är en tvåvingeart som beskrevs av Alexander 1961. Gonomyia siculifera ingår i släktet Gonomyia och familjen småharkrankar. Inga underarter finns listade i Catalogue of Life.